# Delia Abbiatti
Delia Abbiatti (1918) és una botànica i pteridóloga argentina. Va formar part d'una admirable sèrie de deixebles talentosos del botànic Cabrera, entre ells: Genoveva Dawson, Otto Solbrig, Jorge Morello, Humberto A. Fabris (1924-1976), Delia Abbiatti, Noemí N. Correa, Delia Añón Suárez, Aída Pontiroli, Cristina Orsi, Amelia Torres, Elsa Matilde Zardini, Jorge Crisci, Roberto Kiesling i Fernando Zuloaga

## Algunes publicacions
- 1945. Una nova espècie de Lorantácea de la flora Argentina. Volum 7, Nº 38 de Notes del Museu de la Plata: Botànica. 3 pàg.
- 1958. Consideracions morfològiques i anatòmiques en Pteridòfites: Validesa de noves combinacions en Pteridòfites. Nº 36-37 de Revista del Museu de la Plata: Botànica. 1 pàg.

### Llibres
- 1939. Les martiniácies argentines. Ed. Buenos Aires : Coni. 473 pàg.
- 1946. Les eriocaulàcias argentines. Ed. La Plata : Universitat Nacional. 341 pàg.
- 1946. Les Lorantàcies Argentines. Universitat Nacional de la Plata. Argentina. 100 pàg.
- 1946. Una nova espècie d'Eriocaulàcia del Brasil. Nº 66 de Notes del Museu de la Plata: Botànica. Ed. Institut del Museu de la Universitat Nacional de la Plata. 311 pàg.

## Honors

### Eponimia
- (Asteraceae) Perezia abbiattii Cabrera[2]
- (Thelypteridaceae) Thelypteris abbiattii C.F.Reed[3]